# Sports Champions
Sports Champions est un jeu vidéo développé conjointement par les studios San Diego Studio et Zindagi Games, il est édité par Sony Computer Entertainment sur PlayStation 3. Il est sorti en septembre 2010, au moment de la sortie du PlayStation Move, périphérique supporté par le jeu.

## Système de jeu
Le jeu est fortement influencé par Wii Sports, cependant il bénéficie de graphismes HD et de la précision accrue du PlayStation Move. Il est possible de jouer, entre autres, au tir à l'arc, au combat de gladiateur en un contre un, au ping-pong, au volley-ball, et même à la pétanque. Il est également possible de jouer en ligne de un à quatre joueurs grâce au PlayStation Network.

## Réception
Le jeu a souvent été comparé à Wii Sports qui fait figure de précurseur et de référence dans le domaine du jeu sportif familial. Les critiques sont plutôt positives et font état de bons graphismes, d'une très bonne jouabilité due au PlayStation Move. Par contre, d'après les critiques, le combat de gladiateur s'avère très décevant comparé aux autres sports, nettement plus réussis.
Jeuxvideo.com lui a donné une note de 15 sur 20.
Gamekult lui a donné une note de 5 sur 10.
Le barème du site de regroupement de notes Metacritic défini le jeu comme étant plutôt bon avec 76 % d'avis positifs sur les 64 critiques répertoriées.